# André Patry (Mediziner)
André Patry (* 14. September 1876 in Sèvres; † 17. November 1971 in Genf, reformiert, heimatberechtigt in Genf) war ein Schweizer Ophthalmologe.

## Leben
André Patry kam am 14. September 1876 in Sèvres als Sohn des Ingenieurs Edouard Patry und der Marguerite Julie geborene Schoenauer zur Welt. Nach Absolvierung der Matura in Genf nahm Patry ein Studium der Medizin in Paris auf, das er 1905 mit dem Erwerb des akademischen Grades eines Dr. med. abschloss. Ein Jahr später kehrte Patry nach Genf zurück, legte auch das schweizerische Staatsexamen ab und bildete sich in Freiburg im Breisgau, Wien, London und Zürich zum Augenarzt weiter. 1909 wurde er zum Privatdozenten für Ophthalmologie an der Medizinischen Fakultät der Universität Genf ernannt. Dazu war Patry als Chefarzt der Augenklinik Rothschild in Genf tätig.
Daneben gehörte er zwischen 1929 und 1949 dem Komitee des Genfer Roten Kreuzes an. Des Weiteren fungierte er als Gründungsmitglied der medizinischen Fürsorgestelle in Les Eaux-Vives und mehrerer Gesellschaften, darunter der Société Français d’Ophthalmologie und des SAC.
Patrys besonderes Engagement galt dem Roten Kreuz. Während des Ersten Weltkrieges erwarb er sich große Verdienste um die Betreuung französischer Soldaten. 
Er war verheiratet mit Julia Sophie Emma Hélène, der Tochter des Bankiers Alois Bouthillier de Beaumont. André Patry starb am 17. November 1971, zwei Monate nach Vollendung seines 95. Lebensjahres, in Genf.

## Ehrung
- André Patry wurde zunächst zum Ritter, später zum Offizier der Ehrenlegion ernannt.

## Werke
Werkverzeichnis: Titres et travaux scientifiques du Docteur André Patry. A. Kundig, Genève 1932.
- Sur l'Histologie et l'Etiologie du Lenticône postérieur. W. Kündig & fils, Genève 1906. (Thèse méd., Genève: No. 129).